# Isabel d'Este, Duquesa de Parma
Isabel d'Este (em italiano:  Isabella d'Este; 3 de outubro de 1635 – 21 de agosto de 1666) foi uma nobre italiana membro da Família Este e que viria a ser Duquesa de Parma e Placência como segunda mulher do Duque Rainúncio II Farnésio. 
Era a avó paterna da célebre rainha de Espanha, Isabel Farnésio.

## Princesa de Módena
Isabel era filha do duque de Módena Francisco I d’Este e de Maria Catarina Farnésio, filha de Rainúncio I Farnésio, Duque de Parma. Era irmã de dois duques de Módena, Afoonso IV d’Este (1634–1662) e Reinaldo d'Este (1655–1737).
Após a morte de sua mãe o pai voltou a casar duas vezes.

## Duquesa de Parma
Após a morte da sua primeira mulher, Margarida Violante de Saboia, Rainúncio II casou em 1663 com a sua prima co-irmã Isabel. O casal só se veio a conhecer a 18 de fevereiro de 1664, quando Isabel chegou a Parma. Para a ocasião foi preparada uma grandiosa celebração com espetáculos musicais. O casal veio a ter três filhos, e todos atingiram a idade adulta. No entanto, só Eduardo, Príncipe herdeiro de Parma, viria a ter geração; ele foi o pai de Isabel Farnésio, rainha de Espanha e antepassada da maior parte da realeza moderna.
Mas o nascimento do filho revelou-se fatal para Isabel, que morreu de complicações pós-parto morrendo nove dias depois, em 21 de agosto, em Colorno. Foi sepultada no Santuário de Santa Maria della Steccata, na cidade de Parma a 23 de agosto. O marido, voltou a casar em outubro de 1668 com a sua irmã Maria d'Este, de quem teve sete filhos, entre os quais se contam os dois últimos Duques soberanos de Parma da casa Farnésio.

## Descendência
1. Margarida Maria Farnésio (24 de novembro de 1664 - 17 de Junho de 1718) que casou com Francisco II de Módena, sem geração;
2. Teresa Farnésio (10 de outubro de 1665 - 9 de novembro de 1702), freira
3. Eduardo (II) Farnésio, (12 de agosto de 1666 - 6 de setembro de 1693), príncipe herdeiro, casou com Doroteia Sofia de Neuburgo, pais de Isabel Farnésio.

## Títulos e tratamentos
- 3 de outubro de 1635 – 18 de fevereiro de 1664: Sua Alteza Isabel d'Este, Princesa de Módena e Régio
- 18 de fevereiro de 1664 – 21 de agosto de 1666: Sua Alteza a Duquesa de Parma e Placência